# Parque nacional Lanín

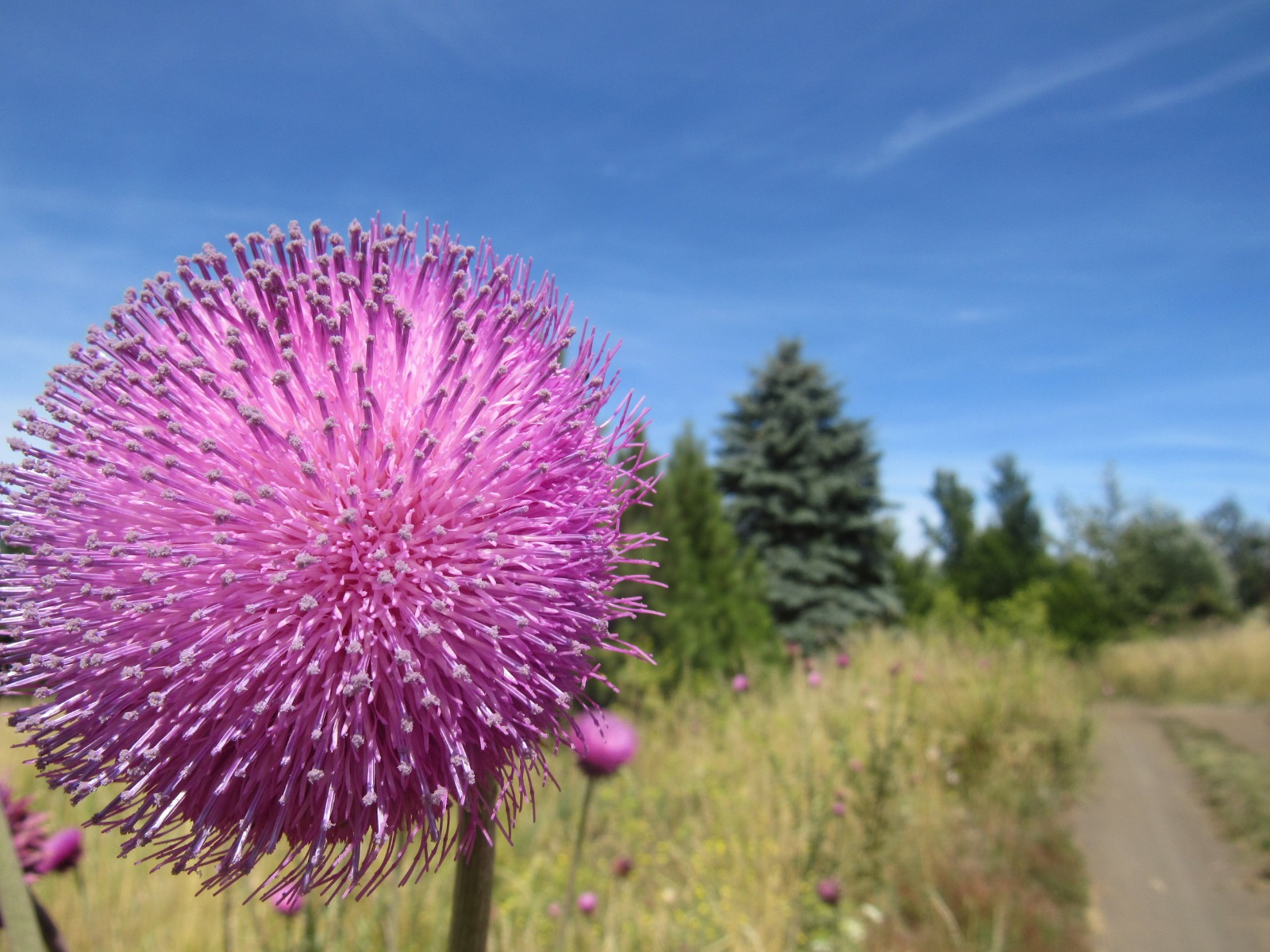
Cardo de flor violeta.

El parque nacional Lanín (estrictamente parque y reserva nacional Lanín) es un parque nacional de Argentina ubicado en la provincia del Neuquén. Forma parte de la reserva de biosfera andino norpatagónica desde 2007.

## Creación
El decreto n.º 105 433 de 11 de mayo de 1937 del presidente Agustín Pedro Justo declaró reservas nacionales con destino a parques nacionales a 4 territorios de la Patagonia, entre las cuales estaba la reserva nacional Lanín en el Territorio Nacional del Neuquén, cuyos límites fueron especificados en el artículo 2 y su extensión era de 412 000 hectáreas.
El decreto ley n.º 9504 de 28 de abril de 1945 de Edelmiro Julián Farrell transformó la reserva nacional en parque nacional:

ARTICULO 7. - Decláranse parques nacionales a las Reservas Lanín, Los Alerces, Perito Francisco P. Moreno, Los Glaciares, con los límites establecidos para las zonas reservadas con tal fin por el Decreto 105.433 del 11 de mayo de 1937, y las modificaciones introducidas por los Decretos 125.596 del 18 de febrero de 1938, 94.284 del 25 de junio de 1941, 118.660 del 30 de abril de 1942 y el 129.433 del 2 de setiembre de 1942.

Por ser una norma de un gobierno de facto el decreto ley fue ratificado por ley n.º 13895, sancionada el 30 de septiembre de 1949.

## Administración
Por resolución n.º 126/2011 de la Administración de Parques Nacionales de 19 de mayo de 2011 se dispuso que el parque nacional encuadrara para los fines administrativos en la categoría áreas protegidas de complejidad I, por lo cual tiene a su frente un intendente designado, del que dependen 6 departamentos (Administración; Obras y Mantenimiento; Guardaparques Nacionales; Conservación y Educación Ambiental; Uso Público; Recursos Humanos y Capacitación) y 2 divisiones (Despacho y Mesa de Entradas, Salidas, y Notificaciones; Asuntos Jurídicos). La intendencia tiene su sede en la ciudad de San Martín de los Andes.

## Geografía del parque
Posee una extensión de 412 003 ha, lo que lo torna en el tercer parque nacional más grande de Argentina. La superficie del parque nacional Lanín se subdivide en dos áreas de manejo: parque nacional con 216 993 ha, y el área protegida con recursos manejados con 195 010 ha dividida en tres reservas denominadas Zona Lácar, Zona Ruca Choroi, y Zona Malleo. El decreto n.º 2149/90 del 10 de octubre de 1990 designó a 6 sectores de la primera área como reserva natural estricta.
Parte de la extensión del parque nacional Lanín es de propiedad privada, ya que existen dentro de él 7 comunidades mapuches que ocupan 24 000 hectáreas; 12 asentamientos de población no indígena; 12 estancias de propiedad privada que ocupan 24 323 hectáreas; 8 loteos privados con 1871 lotes que ocupan 26 865 hectáreas; y alrededor de 4000 hectáreas del Ejército Argentino. 

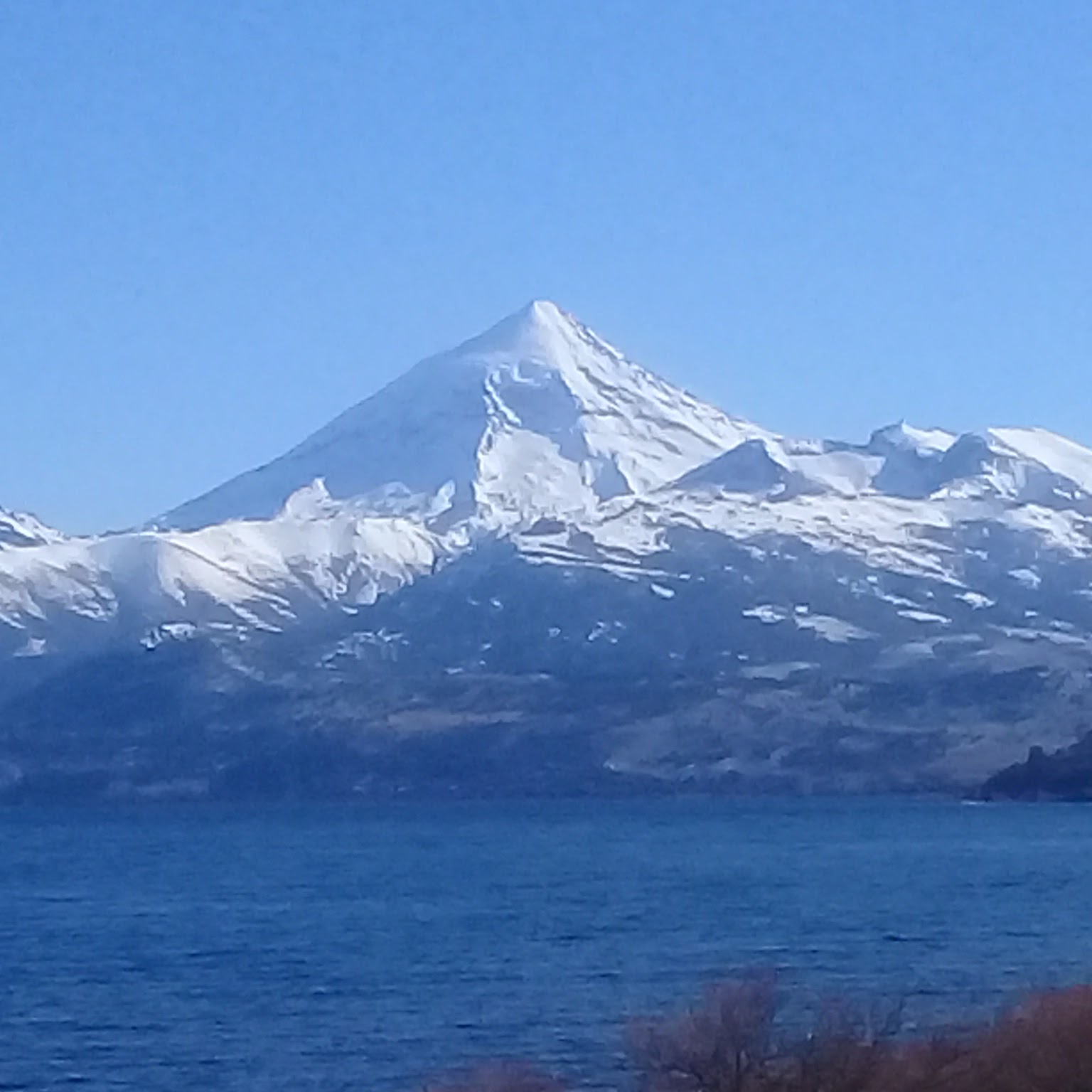
Lago huechulafquen y Volcán Lanín - Parque Nacional Lanín - Neuquén

Es muy conocido por el cónico y nevado volcán Lanín y por las opciones de turismo aventura que ofrece. Los lagos Huechulafquen y Lácar son los más visitados, pero tiene otros como el Paimún, el Curruhué, el Meliquina o el Lolog. En sus varios lagos y ríos abunda la pesca de salmones y truchas. Muchos de estos peces son cultivados en criaderos de la zona, para evitar el despoblamiento de la fauna ictícola. También cuenta con varios saltos y cascadas, entre los que se puede destacar la cascada Chachín, sobre el río homónimo.
Las ciudades más cercanas son Junín de los Andes y San Martín de los Andes; esta última cuenta con una gran infraestructura que incluye un complejo de deportes de invierno en el cerro Chapelco. Algo más alejada que estas dos, está relativamente cerca del parque la localidad de Aluminé. Otra localidad cercana es Rucachoroi, poblada principalmente por mapuches que realizan interesantes artesanías (matras, pan de "nuez" de pehuén, dulce de llao-llao etc.).

## Especies protegidas
Lo pueblan variados bosques fríos de la formación llamada bosque andino patagónico y del bosque valdiviano, principalmente con árboles de gran porte del grupo de las coníferas y Nothofagaceae, árboles muchos de ellos no presentes en otras partes del territorio argentino y de centenaria data. Pueden encontrarse coihues, lengas y pehuenes (o araucarias), el raulí, maniú macho y maniú hembra -únicos en la zona del lago Lácar- roble pellín, arrayán, y el ciprés de la cordillera, entre otros.
La fauna autóctona y alóctona es muy similar a la existente en el parque nacional Nahuel Huapi con el cual limita al sur, con las diferencias de una levemente mayor variedad de especies del género Nothofagus y la presencia del pehuén, que en aquel está totalmente ausente.
|                                                             |
| Intendencia del parque nacional en San Martín de los Andes. |

|                   |
| Flor del arrayán. |

|                  |
| Monito de monte. |

|         |
| Chucao. |